# Prairie County, Montana
Prairie County är ett administrativt område i delstaten Montana, USA, med 1 179 invånare. Den administrativa huvudorten (county seat) är Terry. 

## Geografi
Enligt United States Census Bureau så har countyt en total area på 4 514 km². 4 498 km² av den arean är land och 16 km² är vatten. 

### Angränsande countyn
- McCone County, Montana - nord
- Dawson County, Montana - nord
- Wibaux County, Montana - öst
- Fallon County, Montana - sydost
- Custer County, Montana - syd
- Garfield County, Montana - väst